# مولدسل
مولدسل (انگلیسی: Moldcell) شرکت مخابرات مولداویایی است، که در سال ۲۰۰۰ تأسیس شد.